# Willa Nikity Chruszczowa
Willa Nikity Chruszczowa – budynek z lat 50. XX w. w Lasach Panewnickich, w katowickiej dzielnicy Ligota-Panewniki.

## Historia
Dwukondygnacyjny obiekt z podziemiem został zaprojektowany na planie koła przez architekta Augustyna Boronia specjalnie jako willa śródleśna na pobyt pierwszego sekretarza Komunistycznej Partii ZSRR Nikity Chruszczowa w latach 50. XX wieku. Ukończono go w 1959 roku. Chruszczow willi nigdy nie odwiedził, gdyż zmieniono plan jego pobytu na Śląsku w obawie przed planowanymi zamachami. Partyjni oficjele wykorzystywali ją na rauty i spotkania wewnątrzpartyjne. Obiekt zmieniał użytkowników. Od lat 70. XX wieku do 1995 roku działała w nim Klinika Endokrynologii Dziecięcej Śląskiej Akademii Medycznej. Właścicielem działki jest Skarb Państwa, którą w jego imieniu zarządzają Lasy Państwowe. Sama willa wraz z portiernią i architekturą parkową należy do Śląskiego Uniwersytetu Medycznego w Katowicach. Budynek zabezpieczony jest nowoczesnymi oknami. Obiekt jest ogrodzony i brak do niego swobodnego dostępu. Pilnowany jest przez firmę ochroniarską. Planowano urządzić w willi sanatorium dla dzieci lub herbaciarnię.
W 2023 ogłoszono, iż władze ŚUM planują otworzyć w obiekcie Centrum Fizjoterapii Pediatrycznej i Onkologicznej (Zakład Medycyny Fizykalnej wraz z Zakładem Balneoklimatologii i Odnowy Biologicznej). Zaplanowano przebudowę fasady, by nie wywierała niekorzystnego wpływu na bezpieczeństwo ptaków leśnych.

## Walory architektoniczne
Pierwsze piętro dwukondygnacyjnej willi jest całkowicie przeszklone, a poprzez taras i schody można dostać się do otaczającego budynek ogrodu. We wnętrzu budynku znajduje się wpuszczająca światło owalna antresola. Przestrzeń podzielona jest na kilkadziesiąt pomieszczeń. Mur frontowy zdobi mozaika przedstawiająca herb Katowic.
W pobliżu willi znajduje się żelbetowa budowla ogrodowa przypominająca altanę, stylizowana na dzieło przypominające twórczość Felixa Candeli.
Studentki architektury na Politechnice Śląskiej Ksenia Makała i Katarzyna Zeremba przedstawiły projekt rewitalizacji struktury i urządzenia w willi nowoczesnego kasyna. Do budynku miał prowadzić szeroki wiatrołap. Pod centralnym świetlikiem usytuowana miała zostać elektryczna ruletka, na bokach strefy barowa, sanitarna, komunikacyjna oraz techniczna. Na piętrze rozlokowane miały być przestrzenie bardziej kameralne przeznaczone dla mniejszych grup graczy. W przeszklonym korytarzu okalającym studentki zaplanowały umieszczenie miejsc z fotelami. Korytarzem przechodziłoby się do palarni połączonej z barem zewnętrznym.

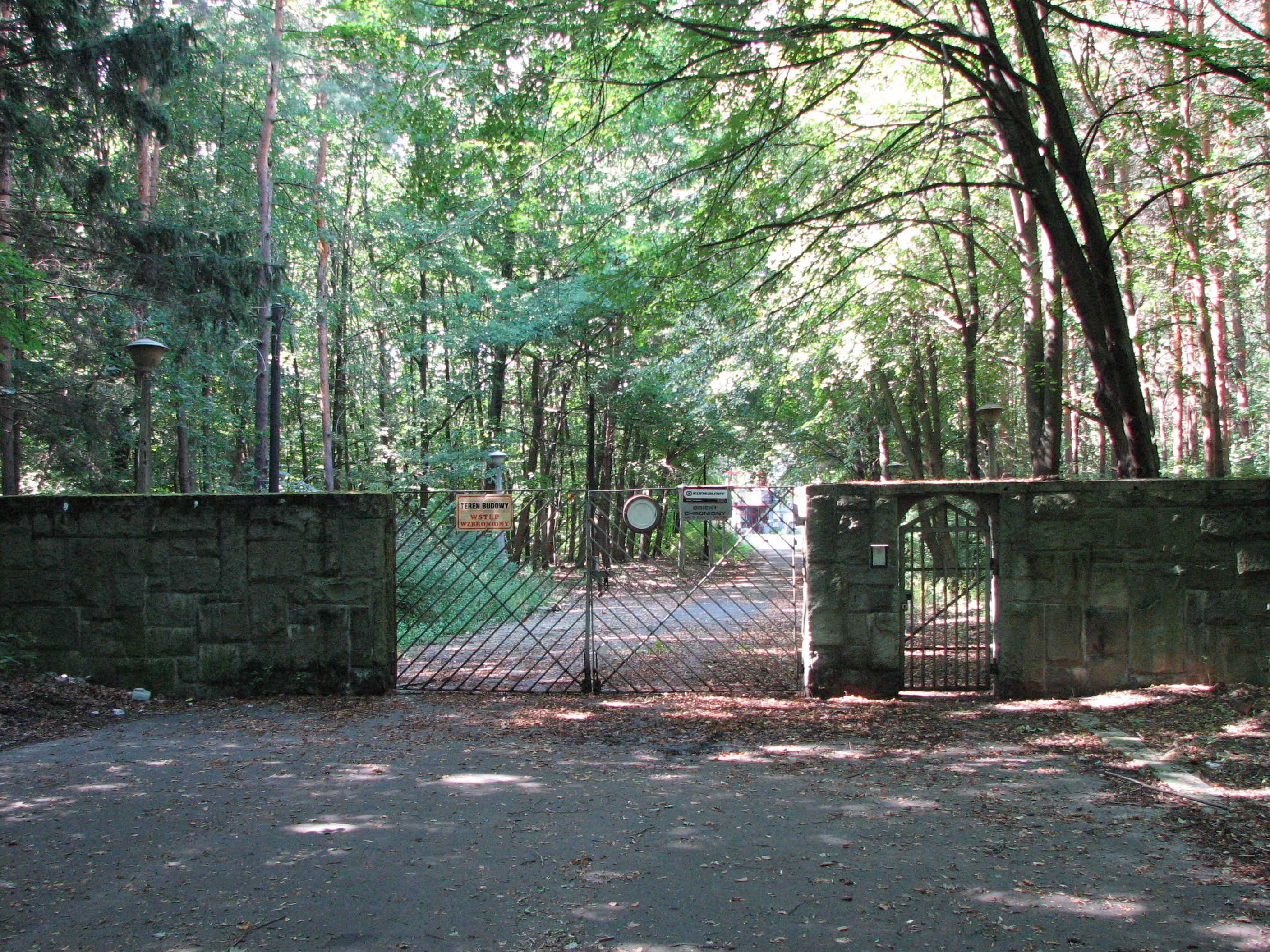
Wejście na teren posesji
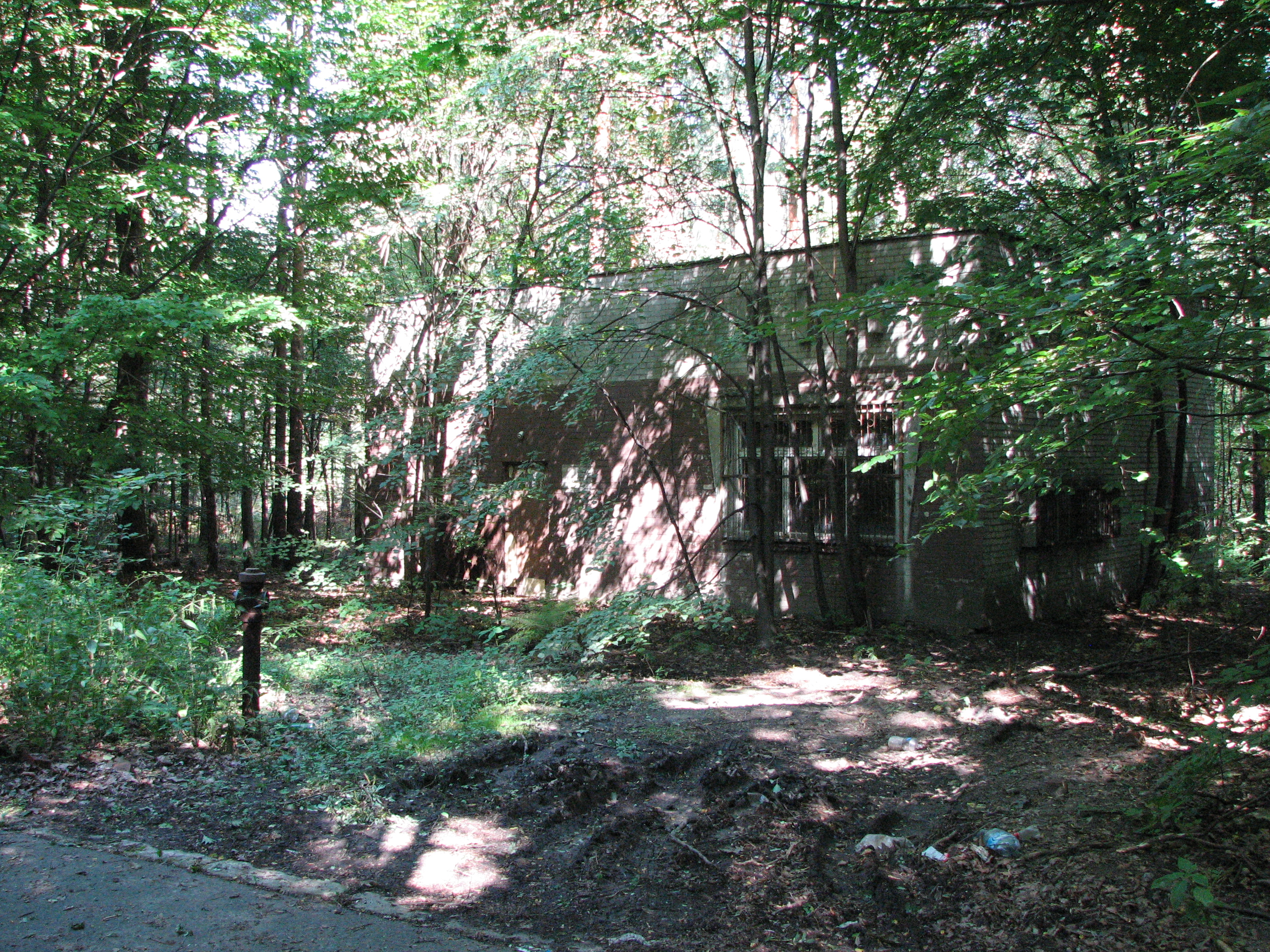
Budynek stróżówki przy wjeździe